# Elena Mendoza

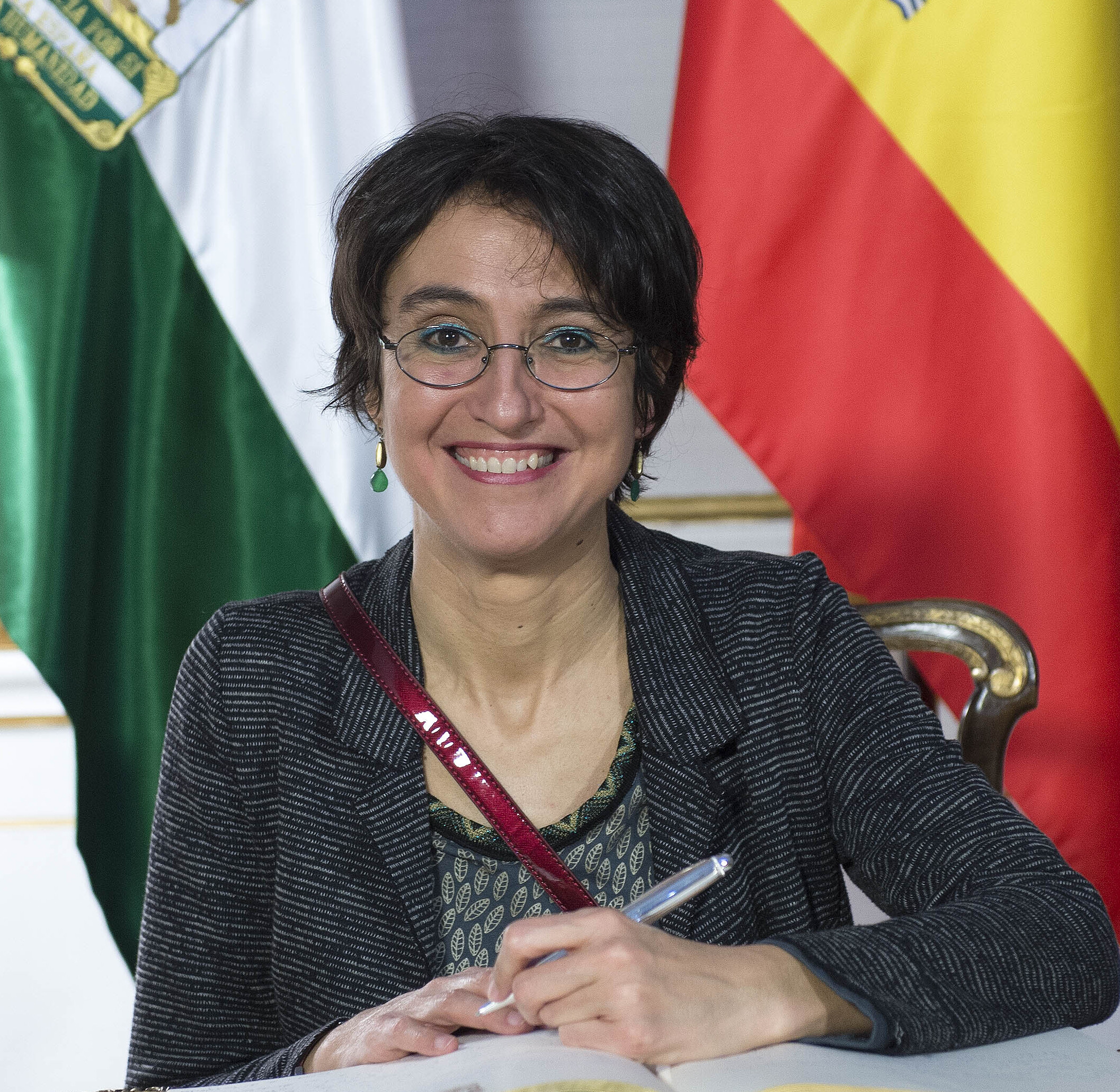
Elena Mendoza beim Eintrag ins Ehrenbuch von Andalusien 2017

Elena Mendoza (* 1973 in Sevilla) ist eine spanische Komponistin für zeitgenössische Musik und Musiktheater.

## Leben und Karriere
Mendoza studierte Germanistik in ihrer Heimatstadt, Klavier und Komposition in Saragossa bei Teresa Catalán, in Augsburg bei John Van Buren, in Düsseldorf bei Manfred Trojahn und in Berlin bei Hanspeter Kyburz. Es folgten mehrere Stipendien, u. a. an der Ensemble Modern Akademie in Frankfurt am Main. Sie lebt und arbeitet in Berlin.
Ihr Interesse gilt besonders klangfarblichen und dramaturgischen Fragen in instrumentaler Komposition. Einen besonderen Stellenwert haben in ihrer Arbeit außerdem das Musiktheater und die musikalischen Möglichkeiten von Sprache. In dieser Hinsicht hat sie 2007 mit der Musiktheaterproduktion Niebla (HELLERAU – Europäisches Zentrum der Künste Dresden) in enger Zusammenarbeit mit dem Regisseur Matthias Rebstock maßgebliche Akzente gesetzt. Mit demselben Regisseur arbeitete sie an dem zweiten Musiktheaterprojekt La ciudad de las mentiras, über Texte von Juan Carlos Onetti, als Auftrag von Gerard Mortier für das Teatro Real in Madrid.
Sie hat mit Interpreten wie ensemble recherche, Klangforum Wien, Ensemble Modern, Vogler-Quartett, Ensemble Mosaik, Ensemble emex, Ensemble Taller Sonoro, Neue Vocalsolisten Stuttgart, Ensemble Ascolta, KNM Berlin, Ensemble espai sonor, Oper Nürnberg, Philharmonisches Orchester Freiburg und anderen zusammengearbeitet.
Ihre Musik wurde in Festivals wie Ars Musica Brüssel, Wittener Tage für neue Kammermusik, Eclat Stuttgart, MärzMusik Berlin, Dresdner Tage der zeitgenössischen Musik, Ultraschall Berlin, Nous Sons Barcelona, Acanthes Metz, Steirischer Herbst Graz, Musica Viva München oder musicadhoy Madrid vorgestellt.
Elena Mendoza arbeitet aktiv an der Vermittlung und Verbreitung neuerer Musiksprachen, u. a. durch Höranalyse- und Kompositionsworkshops. Seit Dezember 2014 ist sie Professorin für Komposition an der Universität der Künste Berlin.
Ihre instrumentale Kammermusik ist auf einer CD beim Label Kairos zu hören (2008), in Zusammenarbeit mit musicadhoy (Madrid) und Deutschlandradio Kultur. Eine andere CD mit Szenen von Niebla, begleitet von Fe de erratas und Gramática de lo indecible, ist 2011 beim Label Wergo erschienen, in Zusammenarbeit mit Deutschlandradio Kultur und dem Deutschen Musikrat.
Seit 2009 erscheinen ihre Partituren bei Edition Peters.

## Auszeichnungen

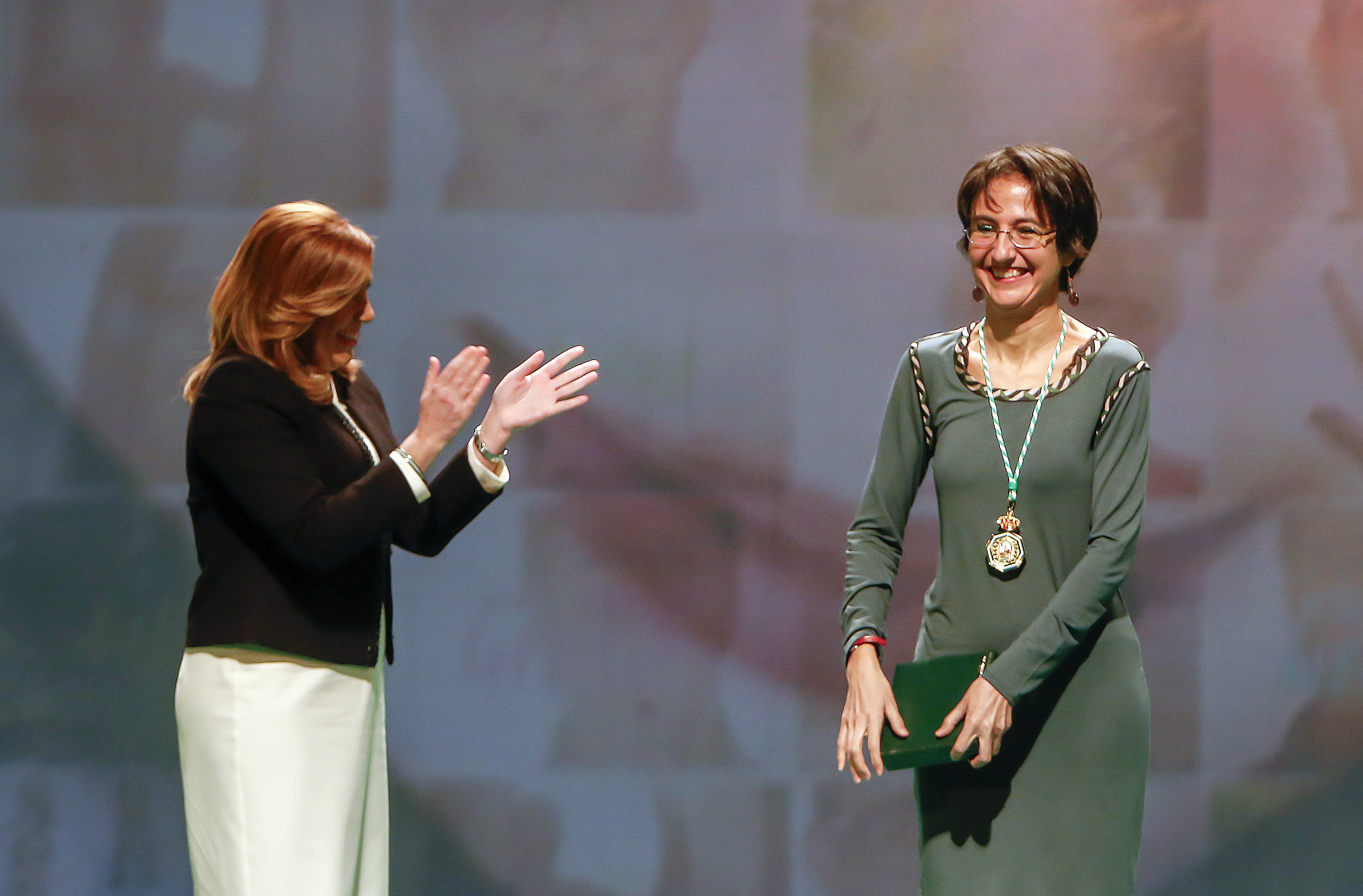
Elena Mendoza (rechts) bei einer Ehrung am Tag von Andalusien (2017)

- 2008: Fellowship an der Akademie Schloss Solitude[1]
- 2010: Premio Nacional de Música (Spanien)[2]
- 2011: Musikpreis Salzburg  (Förderungspreis)[3]
- 2017: Kunstpreis Berlin[4]
- 2017: Medalla de Andalúcia[5][6]
- 2019: Heidelberger Künstlerinnenpreis[7]
- 2022: Preis der Christoph und Stephan Kaske Stiftung[8]